# Camisas Vermelhas (Estados Unidos)
Os Camisas Vermelhas (Red Shirts) foram grupos paramilitares de supremacia branca que atuaram no final do século XIX, especialmente nos últimos anos da era da Reconstrução nos Estados Unidos. Eles tiveram origem no Mississippi em 1875, quando unidades antirreconstrução adotaram camisas vermelhas para se tornarem mais visíveis e ameaçadoras para os republicanos sulistas, tanto brancos quanto libertos. Grupos semelhantes nas Carolinas também adotaram camisas vermelhas.
Entre os Camisas Vermelhas mais proeminentes estavam os apoiadores do candidato do Partido Democrata, Wade Hampton [en], durante as campanhas para as eleições para governador da Carolina do Sul em 1876 e 1878. Eles faziam parte de um conjunto de organizações paramilitares, como a Liga Branca na Louisiana, que surgiram dos esforços dos democratas brancos para recuperar o poder político no Sul na década de 1870. Esses grupos atuavam como “o braço militar do Partido Democrata”.
Embora frequentemente se envolvessem em atos de intimidação, os Camisas Vermelhas, a Liga Branca e clubes de rifle eram, em geral, mais organizados do que grupos clandestinos, como a Ku Klux Klan. Utilizavam a organização, a intimidação e a força para alcançar seus objetivos políticos de restaurar os democratas ao poder, derrubar os republicanos e reprimir os direitos civis e de voto dos libertos. Durante as campanhas de 1876, 1898 e 1900 na Carolina do Norte, os Camisas Vermelhas desempenharam um papel significativo na intimidação de eleitores que não eram do Partido Democrata.

## Origens e simbolismo
De acordo com E. Merton Coulter [en] em The South During Reconstruction (1947), a camisa vermelha foi adotada no Mississippi em 1875 por “brigadeiros sulistas” do Partido Democrata que se opunham aos republicanos negros. Os Camisas Vermelhas interromperam comícios republicanos, intimidaram ou assassinaram líderes negros e desencorajaram e suprimiram o voto dos negros nas urnas.
Homens vestindo camisas vermelhas apareceram em Charleston, Carolina do Sul, em 25 de agosto de 1876, durante um desfile democrata com tochas. O objetivo era zombar do discurso de Benjamin Franklin Butler, de Massachusetts, que alegava falsamente que ele segurava uma camisa manchada com o sangue de um carpinteiro chicoteado pela Ku Klux Klan durante a Era da Reconstrução. A expressão “acenar com a camisa ensanguentada [en]” tornou-se uma idiomática no Sul, atribuída à retórica de políticos republicanos, como Oliver Hazard Perry Morton, que usavam relatos emocionais de injustiças cometidas contra soldados do Norte e "carpetbaggers" para reforçar o apoio às políticas de reconstrução na Carolina do Sul. O simbolismo da camisa vermelha se espalhou rapidamente. Os suspeitos acusados do Massacre de Hamburgo [en] usaram camisas vermelhas ao marcharem em 5 de setembro para sua acusação em Aiken, Carolina do Sul. Martin Gary [en], organizador da campanha democrata na Carolina do Sul em 1876, determinou que seus partidários usassem camisas vermelhas em todos os comícios e eventos do partido.
Usar uma camisa vermelha tornou-se um símbolo de orgulho e resistência ao governo republicano para os democratas brancos da Carolina do Sul. Mulheres costuravam camisas de flanela vermelha e produziam outras peças de vestuário na mesma cor. Além disso, tornou-se comum que mulheres usassem fitas vermelhas no cabelo ou na cintura. Os jovens adotaram as camisas vermelhas como forma de expressar sua militância, especialmente aqueles que eram jovens demais para lutar na Guerra Civil.

## Camisas vermelhas da Carolina do Sul
Os democratas estaduais organizaram desfiles e comícios em todos os condados da Carolina do Sul. Muitos dos participantes estavam armados e montados, todos vestidos de vermelho, e a presença dos homens a cavalo criava a impressão de maior poder e número. Durante os discursos de Wade Hampton e outros líderes democratas, os Camisas Vermelhas respondiam com entusiasmo, gritando o slogan da campanha: “Hurrah for Hampton” ("Viva Hampton"). Isso gerou um grande espetáculo que uniu e motivou seus seguidores.
Os Camisas Vermelhas buscavam intimidar eleitores brancos e negros para que votassem nos democratas ou se abstivessem de votar. Seu objetivo era restaurar o governo democrata e a supremacia branca. Esses grupos eram especialmente ativos em estados com maioria afro-americana, interrompendo reuniões republicanas, atrapalhando a organização de seus eventos e intimidando os eleitores negros nas urnas. Muitos libertos deixaram de votar por medo, enquanto outros votaram nos democratas sob pressão. Os Camisas Vermelhas não hesitaram em usar a violência, assim como outros grupos de milícias privadas. Nos condados de Aiken, Edgefield e Barnwell, libertos que votaram foram expulsos de suas casas e agredidos, e alguns de seus líderes foram assassinados. Durante a eleição presidencial de 1876, os democratas nos condados de Edgefield e Laurens votaram “cedo e com frequência”, enquanto homens livres eram impedidos de exercer seu direito ao voto.
Os Camisas Vermelhas armados e montados acompanharam Hampton em sua campanha pelo estado, participando de reuniões republicanas e exigindo tempo igual para falar, embora geralmente permanecessem em silêncio. Às vezes, organizavam churrascos nas proximidades para atrair os republicanos e tentar convencê-los a apoiar a chapa democrata.
Hampton se apresentou como um estadista, prometendo apoio à educação e oferecendo proteção contra a violência que o governador Daniel Henry Chamberlain não parecia capaz de garantir. Poucos libertos votaram em Hampton, e a maioria permaneceu fiel ao Partido Republicano de Abraham Lincoln. A campanha de 1876 foi a “mais tumultuada da história da Carolina do Sul”. Um historiador antirreconstrução estimou que cerca de 150 negros foram assassinados na Carolina do Sul durante esse período.
Após a eleição de 7 de novembro, houve uma disputa prolongada entre Chamberlain e Hampton, ambos reivindicando a vitória. Devido à fraude eleitoral maciça, Edmund William McGregor Mackey [en], um membro republicano da Câmara dos Representantes da Carolina do Sul [en], convocou o “Hunkidori Club” de Charleston para expulsar os membros democratas dos condados de Edgefield e Laurens da Câmara. A notícia se espalhou pelo estado e, em 3 de dezembro, cerca de 5.000 Camisas Vermelhas se reuniram na Câmara para defender os democratas. Hampton pediu calma e os Camisas Vermelhas se dispersaram.
Como resultado de um acordo político nacional, o presidente Rutherford B. Hayes ordenou a retirada do Exército da União do estado em 3 de abril de 1877. Assim, os democratas brancos concluíram sua tomada política da Carolina do Sul. Na eleição para governador de 1878, os Camisas Vermelhas apareceram nominalmente, pois Hampton foi reeleito sem oposição.
Futuros políticos democratas da Carolina do Sul, como Benjamin Tillman [en], afirmaram com orgulho que sua associação com os Camisas Vermelhas na juventude simbolizava seu compromisso com a supremacia branca.

## Camisas Vermelhas da Carolina do Norte

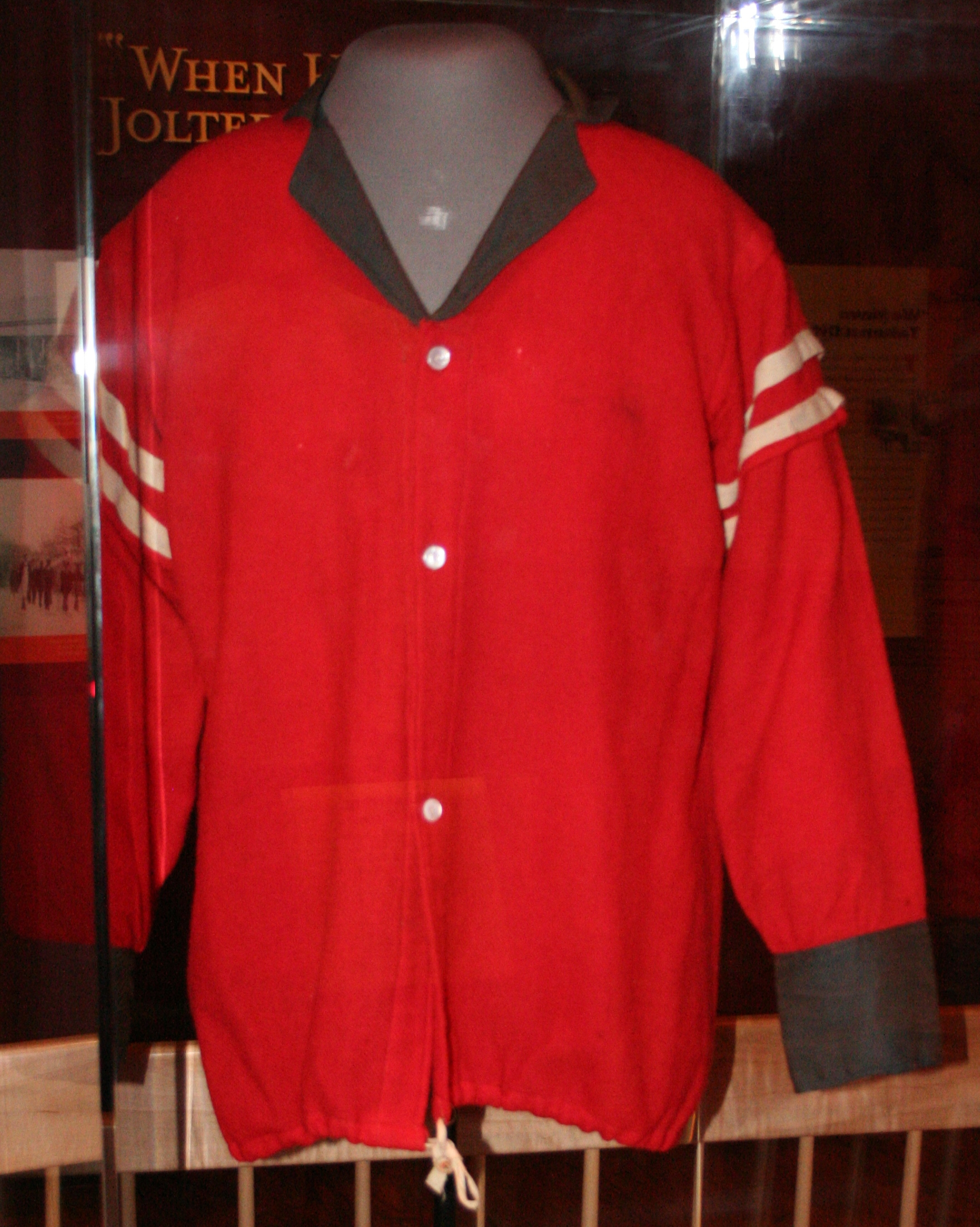
”Camisa Vermelha” exibida no en, por volta de 1898-1900.

Os apelos dos democratas aos eleitores para que apoiassem a supremacia branca visavam evitar que os eleitores migrassem para o candidato da coalizão populista, como alguns fizeram nas eleições para governador em 1896.
Os Camisas Vermelhas faziam parte de uma campanha democrata para se opor à coalizão inter-racial de republicanos e populistas, conhecida como Fusionistas, que havia conquistado o controle do legislativo estadual nas eleições de 1894 e eleito um governador republicano em 1896. Essas coalizões birraciais também ocorreram em outros estados do Sul, desafiando o controle democrata branco dos legislativos estaduais. A maioria da população branca temia o empoderamento dos negros que poderia advir da fusão eleitoral republicana-populista. Para dissolver essa coalizão, os democratas brancos usaram intimidação e violência para reduzir a votação dos republicanos negros, recuperando assim o controle do legislativo estadual em 1896.

A intimidação e a violência contra os negros aumentaram antes da eleição de 1898, especialmente nos condados de maioria negra. Em 4 de novembro de 1898, o  The News & Observer registrou:
O primeiro desfile de camisas vermelhas a cavalo já testemunhado em Wilmington eletrizou as pessoas hoje. Criou entusiasmo entre os brancos e consternação entre os negros. A cidade inteira compareceu para ver o desfile. Era um grupo de homens entusiasmados. Fora isso, era tranquila e ordeira.
Naquele período, Wilmington era a maior cidade do estado e sua população era majoritariamente negra.
Em Wilmington, uma coalizão birracial de republicanos conquistou os cargos de prefeito e vereadores em 1898. O prefeito e dois terços dos vereadores eram brancos, eleitos em uma cidade de maioria negra. Contudo, os democratas brancos locais desejavam recuperar o poder e tomaram-no seis dias após a eleição na  Insurreição de Wilmington de 1898, que é reconhecida como o maior golpe de estado na história dos Estados Unidos. Após derrubar o governo, a multidão atacou as áreas negras da cidade, resultando em mortes e incêndios em casas, escolas e igrejas. A saída em massa de negros de Wilmington alterou a demografia da cidade, que passou a ser majoritariamente branca.
Os democratas brancos que controlavam a legislatura estadual elaboraram uma emenda à constituição estadual que privou [en] a maioria dos afro-americanos e muitos brancos pobres de seus direitos, estabelecendo requisitos de taxas de votação e testes de alfabetização, criando barreiras ao registro de eleitores. Em 1900, a emenda foi adotada por referendo popular em todo o estado, suprimindo a participação dos eleitores negros.
Entre 1896 e 1904, a participação dos eleitores negros na Carolina do Norte foi reduzida a quase zero devido à combinação dessas disposições de registro com regras mais complicadas para a votação. Esse padrão de ações estatais foi semelhante ao observado em todo o Sul, começando com a nova constituição do estado do Mississippi em 1890. Após uma geração de supremacia branca, muitos se esqueceram de que a Carolina do Norte já teve uma próspera classe média negra.

### Ascensão do grupo
Devido ao sentimento de desvalorização política entre muitos democratas brancos da Carolina do Norte, o Partido Democrata e os Camisas Vermelhas estabeleceram como meta restaurar o pleno controle político no estado. Os Camisas Vermelhas intimidaram os eleitores negros por meio de ameaças e ataques diretos, resultando na quase eliminação do voto negro na Carolina do Norte. Eles foram vistos pela primeira vez no estado durante um comício em Fayetteville, em 21 de outubro de 1898, onde Benjamin Tillman, um importante líder dos Camisas Vermelhas da Carolina do Sul, proferiu um discurso que deu início a uma série de atividades dos Camisas Vermelhas na Carolina do Norte.
Os Camisas Vermelhas da Carolina do Norte eram compostos por membros de diversas classes sociais, incluindo professores, fazendeiros, comerciantes e alguns membros da elite do Partido Democrata. A partir daquele dia, os núcleos dos Camisas Vermelhas se tornaram particularmente ativos no sudeste da Carolina do Norte, incluindo os condados de New Hanover, Brunswick, Columbus e Robeson, que têm grandes populações negras e estão geograficamente próximos à fronteira com a Carolina do Sul.
As atividades iniciais dos Camisas Vermelhas estavam inseridas nos movimentos de supremacia branca que emergiram entre 1898 e 1900, em resposta ao aumento da eleição de autoridades negras em níveis local e estadual na Carolina do Norte, entre 1894 e 1897. Esse crescimento na representação negra levou o “assustado e desesperado Partido Democrata” a iniciar uma campanha de supremacia branca, na qual os Camisas Vermelhas se tornaram parceiros essenciais. Ao contrário da Ku Klux Klan, os Camisas Vermelhas colaboraram exclusivamente com o Partido Democrata e operavam abertamente, desejando que a população da Carolina do Norte e os não democratas soubessem a identidade de seus membros. No final da eleição de 1898, eles se estabeleceram como uma força política poderosa.

#### Eleição de 1898
Durante o período inicial de terror dos Camisas Vermelhas, o senador da Carolina do Norte, Jeter Pritchard [en], escreveu ao presidente McKinley solicitando a envio de um delegado dos Estados Unidos para preservar a paz. Os Camisas Vermelhas utilizavam táticas de intimidação e, ocasionalmente, de violência para suprimir o voto de não democratas. Com o aumento da intimidação, tanto negros quanto brancos ameaçados começaram a adquirir armas para se proteger. Pritchard notou em sua carta que os Camisas Vermelhas eram mais ativos em "condados onde predominavam pessoas de cor", com o grupo paramilitar focando especialmente nos negros.
O governador Daniel Russell [en] relatou que, ao longo do extremo sul do estado, homens "armados e sem lei" haviam tomado o controle, em resposta ao aumento de crimes e atividades violentas. Os Camisas Vermelhas frequentemente interrompiam reuniões políticas não democráticas por meio de "ameaças, intimidação e violência real". Essa intimidação impediu que muitos cidadãos se registrassem para votar na eleição estadual de 1898. Em decorrência do medo generalizado, o governador Russell emitiu uma proclamação em 26 de outubro de 1898, pedindo a todas as “pessoas mal-intencionadas” que cessassem imediatamente suas práticas ilegais e que mantivessem a paz. Contudo, essa proclamação não agradou aos Camisas Vermelhas, que intensificaram suas atividades.

#### Antes da eleição
Na semana anterior à eleição de 1898, as atividades dos Camisas Vermelhas continuaram intensas, com ameaças tão frequentes que muitos republicanos e oradores fusionistas cancelaram seus compromissos; toda a chapa republicana do Fusion se retirou no condado de New Hanover. Em 2 de novembro de 1898, o jornal Morning Star, de Wilmington, reportou um grande comício com o afiliado dos Camisas Vermelhas, Claude Kitchin [en], como orador principal. A manifestação contou com 1.000 homens vestidos com camisas vermelhas que marcharam por 16 quilômetros em áreas predominantemente negras do Condado de Richmond, na Carolina do Norte, com o objetivo de "demonstrar sua determinação em se livrar do domínio dos negros". O jornal informou que "muitos negros [haviam] retirado seus nomes da lista de registro".
Dia da eleição

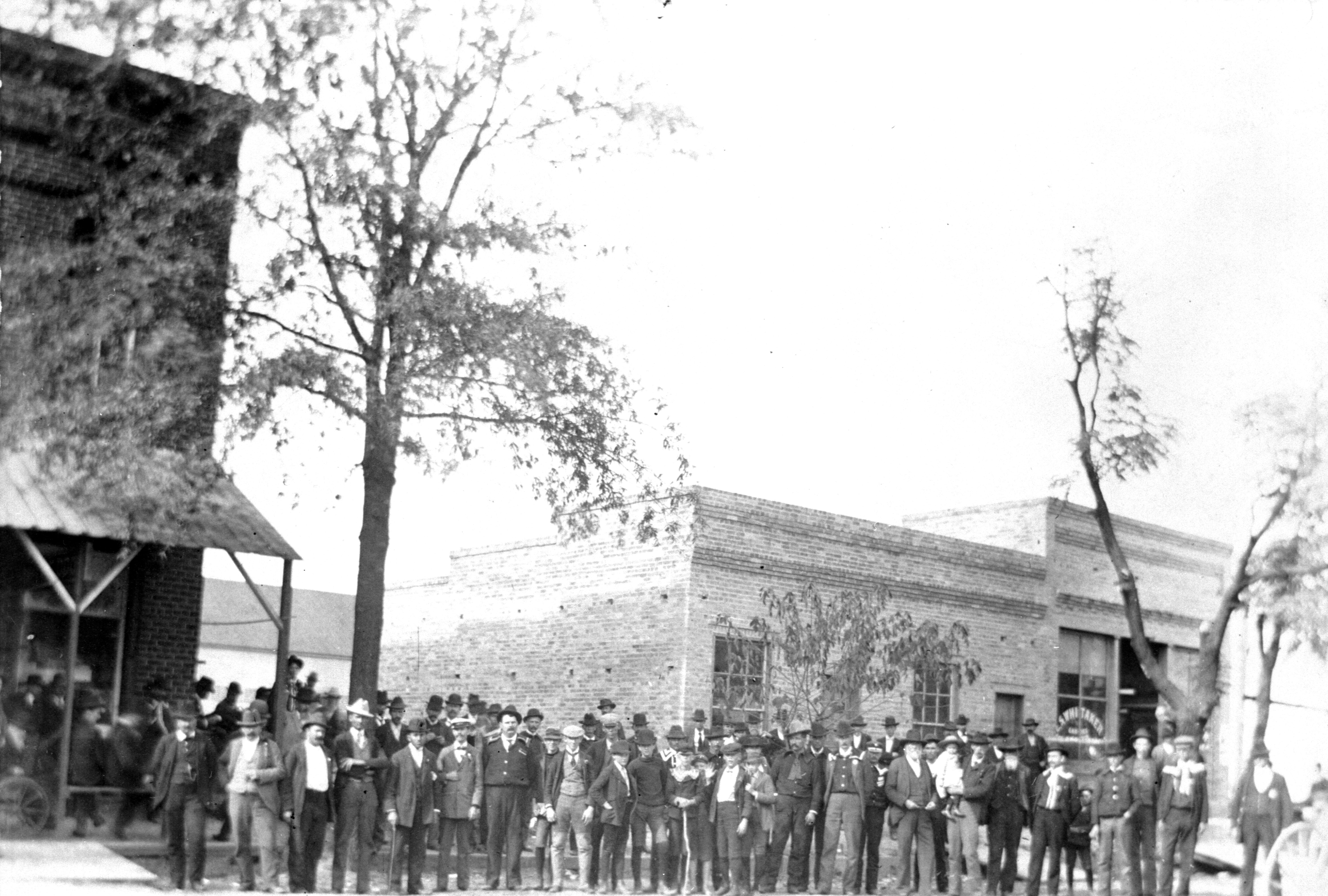
Camisas vermelhas em Laurinburg no dia da eleição, 1898.

Durante a eleição de 8 de novembro de 1898, os Camisas Vermelhas intensificaram suas atividades anteriores, percorrendo os locais de votação a cavalo, armados com rifles e espingardas, para impedir que republicanos, fusionistas e afro-americanos fossem às urnas. A atuação dos Camisas Vermelhas contribuiu para a vitória dos democratas, que obtiveram uma maioria de 25.000 votos. Em 15 de novembro, uma grande celebração foi organizada por  Josephus Daniels para comemorar “a supremacia branca e o resgate do estado do domínio dos negros”.
A eleição de 1900 foi marcante, pois incluiu duas votações: uma em agosto e outra em novembro. O tema da supremacia branca foi reiterado, com slogans como "White Rule for TarHeels" e "No Negro Rule". Os Camisas Vermelhas e os democratas garantiram sua vitória na eleição especial de agosto, uma manobra para restringir o voto dos negros. Eles acreditavam que, se conseguissem "desmoralizar os líderes negros", a participação dos eleitores afro-americanos diminuiria. No dia da eleição, um líder negro, Abe Middleton, ex-presidente republicano do condado de Duplin, foi simbolicamente "morto" quando sua esposa encontrou um "caixão de papelão" em seu jardim. Em uma audiência pós-eleitoral, Middleton relatou um aumento nos tiroteios nas proximidades de sua casa. Embora os incidentes não o tenham afetado diretamente, a comunidade negra percebeu a intimidação e muitos se abstiveram de votar. As táticas de intimidação dos Camisas Vermelhas foram tão eficazes que vários afro-americanos abandonaram suas residências.
Os Camisas Vermelhas também continuaram a atacar republicanos brancos e outros opositores dos democratas. O The New York Times, em um artigo de 2 de agosto de 1900, destacou que, no dia anterior à eleição, eles interromperam o discurso do Sr. Teague e destruíram a plataforma em que ele falava. Muitos membros das autoridades policiais indiretamente apoiaram os Camisas Vermelhas, não tomando medidas contra eles em grande parte dos condados. Posteriormente, Teague foi sequestrado pelos Camisas Vermelhas enquanto viajavam para o Condado de Dunn durante sua campanha. Outros oradores não democratas proeminentes, como Marion Butler, também foram interrompidos por ataques com ovos podres. Devido ao crescente clima de intimidação, o presidente do Partido Republicano do Condado de Johnson solicitou tropas ao governador Russell.

#### Dia da eleição
No dia da eleição de 1900, os Camisas Vermelhas estavam ainda mais visíveis do que em 1898. Eles patrulharam os locais de votação armados e montados, intimidando negros e republicanos. O sucesso na privação do voto dos negros na eleição de agosto resultou na vitória do governador democrata Charles Brantley Aycock [en] sobre o republicano Adams em novembro, com uma votação de 186.650 contra 126.296, registrada como "a maior maioria já dada a um candidato a governador".
Após a vitória democrata em novembro, os Camisas Vermelhas desapareceram da vista pública. Como seus membros eram principalmente brancos pobres, o Partido Democrata, representado por elites brancas, se distanciou do grupo. Assim, a influência dos Camisas Vermelhas diminuiu após a posse do governador Aycock.

## Camisas Vermelhas contemporâneos
A  Liga do Sul da Carolina do Sul possui uma categoria especializada de membros conhecida como “Camisas Vermelhas”. Este grupo organiza manifestações em apoio à bandeira confederada e se opõe à celebração do Dia de Martin Luther King Jr., além de criticar políticos que consideram “scalawags” e “carpetbaggers”, como Lindsey Graham, Bob Inglis [en], John McCain e o advogado Morris Dees [en]. Os Camisas Vermelhas apoiaram a candidatura do libertário de extrema direita John Cobin [en] contra o mais moderado Inglis e realizaram julgamentos simulados de figuras históricas como Abraham Lincoln e William Tecumseh Sherman.
Segundo o formulário de inscrição, as metas dos Camisas Vermelhas incluem a promoção de ideais conservadores, como a implementação das “leis de Deus como padrão aceitável de comportamento”, a eliminação de qualquer controle federal na Carolina do Sul, a redução do tamanho e escopo do governo em todos os níveis, e a promoção de uma “cultura sulista baseada na verdade bíblica”.
Em setembro de 2023, grupos neonazistas, como Blood Tribe [en] e Goyim Defense League [en], realizaram uma marcha chamada Marcha dos Camisas Vermelhas perto da Disney World em Orlando, Flórida. Em fevereiro de 2024, o grupo promoveu uma passeata menos bem-sucedida em Nashville, Tennessee, que se dispersou rapidamente. Não está claro se esses grupos neonazistas se autodenominaram conscientemente em homenagem aos Camisas Vermelhas da Carolina do século XIX.

## Leituras adicionais
- Ball, W. W. (1911). A boy's recollections of the Red Shirt campaign of 1876 in South Carolina. [S.l.]: The Club
- Ball, W. W. (1932). The State that Forgot: South Carolina's Surrender to Democracy. [S.l.]: Bobbs-Merrill Company
- Beeby, James (2008). «Red Shirt Violence, Election Fraud, and the Demise of the Populist Party in North Carolina's Third Congressional District, 1900». The North Carolina Historical Review. 85 (1): 1-28. Consultado em 23 de setembro de 2024
- Drago, Edmund (1998). Hurrah for Hampton!: Black Red Shirts in South Carolina During Reconstruction. [S.l.]: University of Arkansas Press. ISBN 9781557285416
- Edmonds, Edmonds (2013). The Negro and Fusion Politics in North Carolina, 1894-1901. [S.l.]: UNC Press Books. ISBN 9781469610955
- Edgar, Walter (1998). South Carolina: A History. [S.l.]: Univ of South Carolina Press. ISBN 9781570032554
- Pildes, Richard (2000). «Democracy, Anti-Democracy, and the Canon». University of Minnesota Law School: 295-319. Consultado em 23 de setembro de 2024
- Prather, H. Leon (1977). «The Red Shirt Movement in North Carolina 1898-1900». The University of Chicago Press. The Journal of Negro History. 62 (2): 174-184. Consultado em 23 de setembro de 2024
- Reynolds, John S. (1969). Reconstruction in South Carolina, 1865-1877. [S.l.]: Negro Universities Press. ISBN 0-8371-1638-4
- Sheppard, William (1940). Some reasons why Red Shirts remembered. [S.l.]: The Chas P. Smith Company
- Sheppard, William (1940). Red Shirts Remembered; Southern Brigadiers of the Reconstruction Period. [S.l.]: Ruralist Press
- Simkins, Francis; Woody, Robert (1932). South Carolina During Reconstruction. [S.l.]: University of North Carolina Press. ISBN 9780807864074
- Thompson, Henry (1926). Ousting the carpetbagger from South Carolina. [S.l.]: Press of the R.L. Bryan company
- Williams, Alfred (2013). Hampton and His Red Shirts: South Carolina's Deliverance In 1876. [S.l.]: Literary Licensing. ISBN 9781494110987
- «November 2 , 1898: Red Shirt Rally». Cópia arquivada em 20 de junho de 2010
- «Riots in North Carolina: Red Shirts Drive Off Populist Speakers and Destroy Stand» (PDF). The New York Times. 1900